# حقیقت لمس کردن
حقیقت لمس کردن (به انگلیسی: Truth of Touch) شانزدهمین آلبوم استودیویی یانی می‌باشد که در ۸ فوریه ۲۰۱۱ منتشر شده است.